# Tramvai STFER seria 400
Tramvaiele din seria 400 au fost o serie de tramvaie articulate proiectate în 1936 de inginerul Mario Urbinati, directorul tehnic al companiei italiene STFER din Roma, care au circulat pe traseele urbane (Termini–Capannelle si Termini–Cinecittà) ale rețelei Castelli Romani.

## Itorie

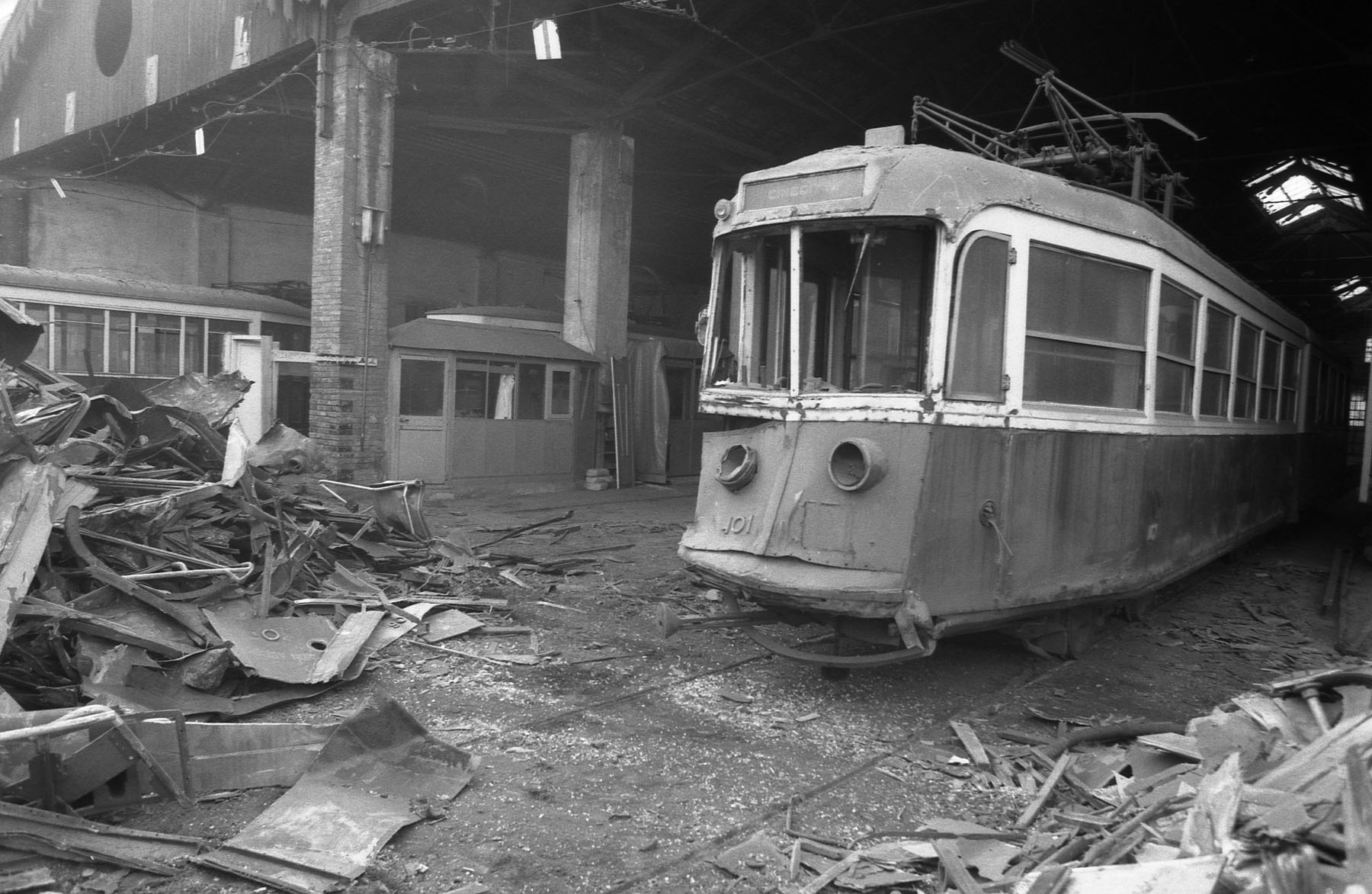
Tramvaiul nr. 401, salvat de la casare, fotografiat în 1992 în depoul din via Appia Nuova 450.

În 1938, compania Officina Meccanica della Stanga din Padova a construit pentru STFER un prototip de vagon de tramvai articulat, având numărul 401, care a reprezentat prima aplicație din lume a așa-numitului „carusel Urbinati”, un sistem care permite pivotarea conceput pentru a asigura legătura între vagonul motor și remorcă. Doi ani mai târziu, un vehicul foarte asemănător, având numărul 7001, a fost livrat operatorului de tramvaie urbane ATAG. Din acest tip de vehicul au derivat tramvaiele „Stanga” de după război.
Având în vedere rezultatele bune obținute cu prototipul 401, STEFER a comandat 11 unități din seria 400, care au fost livrate în 1941 și numerotate de la 402 la 412. Acestea au fost puse în circulație pe traseele urbane (Termini–Capannelle și Termini–Cinecittà) ale rețelei și, începând din 1952, lor li s-au adăugat tramvaie mai moderne din seria 500.
În 1980, după ce și ultimul tronson de traseu a fost înlocuit cu linia A de metrou și închis, tramvaiele din seria 400 au fost inițial puse în conservare în depoul din via Appia Nuova nr. 450, apoi casate în 1992, cu excepția câtorva exemplare.
În prezent, din seria 400 mai există tramvaiul prototip nr. 401, care a fost restaurat de asociația ATTS din Torino, și exemplarele de serie 402 și 404, primul expus în muzeul feroviar al gării Colonna, iar cel de-al doilea la muzeul Porta San Paolo din Roma.